# Doryctes hyalinus
Doryctes hyalinus är en stekelart som beskrevs av Charles Thomas Brues 1933. Doryctes hyalinus ingår i släktet Doryctes och familjen bracksteklar. Inga underarter finns listade i Catalogue of Life.